# Supermans Tod

Logo des ursprünglichen Comic-Mehrteilers The Death of Superman von 1993

Supermans Tod (im Original The Death of Superman) ist der Titel einer mehrteiligen Comicgeschichte, die der US-amerikanische Verlag DC Comics ab dem Jahreswechsel 1992/1993 veröffentlichte sowie die Bezeichnung für das in die reale Welt übergreifende mediale Ereignis, das durch diese Comicgeschichte ausgelöst wurde, und die Überbezeichnung für diverse Adaptionen des Stoffes unter unterschiedlichen (z. T. leicht abweichenden) Titeln in anderen Medien.
Im Mittelpunkt der Handlung der Geschichte stehen Supermans Begegnung und Kampf mit einer zerstörungswütigen außerirdischen Kreatur namens Doomsday. Die Auseinandersetzung der beiden Kontrahenten gipfelt im Heldentod der Titelfigur der Superman-Comics, die als Stifter-Figur des nach ihm benannten Superhelden-Genres gilt.
Der Handlungsbogen des ersten Teils Der Tag, an dem Superman starb zieht sich durch insgesamt sieben Einzelhefte und endet in der Jubiläumsausgabe US-Superman (Vol. 2) #75, in der der Held im Kampf mit Doomsday den Tod findet. Im Anschluss an Supermans Tod veröffentlichte DC mit der elfteiligen Geschichte „Funeral for a Friend“ (dt. „Begräbnis für einen Freund“) und der dreiundzwanzigteiligen Geschichte „The Reign of the Supermen“ (dt. „Die Herrschaft der Supermen“) zwei weitere Mehrteiler. In deutscher Sprache wurde die gesamte Geschichte zuerst vom Carlsen Verlag in sieben Sammelbänden herausgegeben. Die deutsche Romanfassung beim Goldmann Verlag erhielt den Titel Superman – Die packende Geschichte seiner Abenteuer.

## Hintergrund
Die Wurzeln der Geschichte um Supermans Tod reichen bis in die Mitte der 1980er Jahre zurück. Damals wurden die Comics um die DC-Superhelden aufgrund rückläufiger Verkaufszahlen einer inhaltlichen Generalüberholung unterzogen (siehe dazu Crisis on Infinite Earths). Die alten Superman-Geschichten der Jahre 1938 bis 1986 wurden für nichtig erklärt und die Erzählungen (nicht aber die Comicreihen) um Superman neu gestartet. Hauptverantwortlich für die Überarbeitung des Stoffes waren dabei die Autoren John Byrne und Marv Wolfman.
Eine der wichtigsten Neuerungen, die Byrne und Wolfman in die Superman-Comics einbauten, war, dass sie das alte Beziehungsdreieck (Superman liebt Lois Lane, will sie jedoch in seiner Geheimidentität als Clark Kent für sich gewinnen und weist sie deshalb als Superman ab; Lois Lane wiederum liebt Superman, will aber nichts von Clark Kent wissen) verwarfen. In Byrnes und Wolfmans Neufassung des Stoffes wurde Lois Lanes Interesse an Superman auf ein Interesse von rein beruflicher Natur reduziert, während ihre romantische Aufmerksamkeit sich nun zusehends auf Clark Kent richtete.
Ende 1990 war dieser Handlungsbogen so weit entwickelt, dass das Autoren-Team der Superman-Comics (zu dieser Zeit bestehend aus Jerry Ordway, Roger Stern und Dan Jurgens) unter der Anleitung des Redakteuren Mike Carlin vorsichtig ins Auge fasste, Clark Kent und Lois Lane in einer zukünftigen Ausgabe miteinander zu verheiraten. Nachdem es in der US-Ausgabe #50 der Superman-Hauptserie zur Verlobung der beiden Figuren gekommen war, wurden die Pläne der Autoren durch den Start der Fernsehserie Superman – Die Abenteuer von Lois & Clark, die ebenfalls die romantische Beziehung von Lois Lane und Clark Kent in den Fokus rückte, zunächst über den Haufen geworfen. Der Unterhaltungskonzern Warner Brothers, der Besitzer des Superman-Verlages DC Comics und Macher der Fernsehserie, sah es als kommerziell vielversprechender an, die Hochzeit von Lane und Kent in den Comics gleichzeitig mit der Hochzeit, in der die Fernsehserie gipfeln sollte, stattfinden zu lassen. Dementsprechend mussten die Autoren der Comics ihre Pläne für die Hochzeit bis auf Weiteres – genauer bis die Fernsehserie in ihrer Entwicklung ebenfalls den Punkt der Hochzeit erreicht hätte – verschieben.
Als während einer Redaktionskonferenz die Frage diskutiert wurde, was für Geschichten man an Stelle der eigentlich geplanten Hochzeits-Storyline erzählen sollte, schlug Ordway scherzhaft vor, Superman „einfach umzubringen“. Die ursprünglich nicht ernstgemeinte Idee entwickelte schließlich eine rasante Eigendynamik. Im Frühling 1992 einigte man sich in der Redaktion darauf, den Schritt zu wagen und Superman (vorübergehend) sterben zu lassen. Treibende Kraft war dabei Mike Carlin, den die Idee faszinierte, „der Welt zu zeigen, wie eine Welt ohne Superman aussehen würde“.
Die Federführung für das Projekt übernahm Dan Jurgens, der die Rahmenhandlung entwickelte und das Monster Doomsday schuf, welchem die Rolle des Superman-Mörders zukommen sollte. Als Autoren der einzelnen Hefte der zunächst auf sieben Teile angelegten Saga fungierten außer Jurgens noch Stern, Ordway und Louise Simonson, die Autorin der Serie Superman: The Man of Steel. Diese vier verfassten außerdem gemeinsam mit Karl Kesel, William Messner-Loebs und Gerard Jones die Fortsetzungen „Funeral for a Friend“ und „The Reign of the Supermen“.

## Handlung
Hinweis: Es sind die Kapitelnamen des Carlsen Verlags angegeben. Panini Comics und Eaglemoss verwendeten leicht abweichende Bezeichnungen.

### Der Tag, an dem Superman starb
Erste Hinweise darauf, dass bald eine wichtige Geschichte über Superman erscheinen würde, bauten die Autoren und Zeichner der verschiedenen Superman-Serien in die vier Superman-Comichefte, die im November 1992 veröffentlicht wurden, ein. Im US-Heft Superman: The Man of Steel #17 erscheint auf der letzten Seite, losgelöst von der eigentlichen Handlung der Geschichte in diesem Heft, eine Sequenz von Panels, die eine große mit einem Handschuh bekleidete Hand zeigen, die auf eine massive Metallwand einschlägt. Am Ende der Seite heißt es „Doomsday is coming …“ (dt. etwa: „Der Untergang ist nahe …“). Dies wiederholt sich in den drei folgenden Ausgaben (US-Ausgaben Superman #73, Adventures of Superman #496 und Action Comics #683).
US-Superman: The Man of Steel #18 beginnt schließlich mit einer Szene, in der erneut zu sehen ist, wie die Hand aus den vorangegangenen Ausgaben auf die Metallwand einschlägt und diese schließlich durchbricht. Auf den folgenden Seiten tritt eine große, grün vermummte Gestalt aus einem unterirdischen Raum ins Freie, in einem Wald im US-Bundesstaat Ohio. Der Unbekannte erweist sich sofort als äußerst aggressiv und beginnt damit, den Wald zu verwüsten, indem er harmlose Tiere tötet und ganze Baumgruppen mit lediglich einer freien Hand zerstört. Auf seinem Weg bahnt sich das Wesen in wilder Zerstörungswut eine Schneise durch das ländliche Ohio. Erste Begegnungen mit Waldhütern, Sheriffs und Autobahnüberquerungen zeigen bald, dass das Wesen nicht nur stark, sondern auch äußerst widerstandsfähig ist. Weder Kugeln noch ein direkter Zusammenprall mit einem Lastkraftwagen können ihm etwas anhaben.
Die Berichte über die Vorgänge in Ohio rufen die Justice League of America, ein Superhelden-Team, an dessen Spitze Superman steht, auf den Plan. Da Superman allerdings gerade in Metropolis weilt, ziehen seine Team-Kollegen ohne ihn los, um der Gefahr beizukommen. Die Superhelden des Teams (Booster Gold, Blue Beetle, Guy Gardner, Ice, Fire, Maxima und Bloodwynd) erweisen sich dem Unbekannten schnell als unterlegen, werden von diesem mit Leichtigkeit besiegt und zum Teil schwer verletzt (US-Justice League of America #69). Nun trifft auch Superman ein und befördert die Kreatur auf den Grund eines Sees. Nachdem sich Doomsday aus dem See befreit hat, kämpft er mit Superman in einer Kleinstadt, wo auch Maxima wieder dazustößt. Lois Lane und Jimmy Olsen werden als Reporter losgeschickt, Lex Luthor Jr. dagegen hält Supergirl davon ab, in den Kampf einzugreifen.
Nachdem Maxima eine Tankstelle explodieren ließ, kommt der Guardian dazu und bietet seine Hilfe an. Superman folgt der Schneise der Verwüstung und wartet auf eine Chance, das Monster anzugreifen. Inzwischen bringt Lex Jr. Supergirl dazu, nach Metropolis zu fliegen, während Superman woanders kämpft. Während er ein Elektronikgeschäft zerstört, sieht Doomsday eine Werbung im Fernsehen über ein in Metropolis stattfindendes Wrestling-Match, und als er das Straßenhinweisschild auf die Stadt erblickt, macht er sich auf den Weg dorthin. Superman verpasst ihm einen Schlag, der die Kreatur in die entgegengesetzte Richtung schleudert. Er landet auf dem Gelände von Projekt Cadmus, dessen Areal im Kampf zwischen den beiden erheblich beschädigt wird.
Doomsday erreicht dennoch Metropolis und wird von Superman zu einem Kampf unter der Oberfläche getrieben. Nun kommt Supergirl zu Hilfe, aber ein einzelner Schlag von Doomsday streckt sie nieder; da sie aus sog. „Protoplasma“ besteht, verliert sie die feste Form ihres Körpers. Professor Emil Hamilton und Bibbo Bibbowski versuchen Doomsday mit einer Laserkanone zu stoppen, was nicht gelingt. Auch die Polizei kann dem übermächtigen Gegner keinen Schaden zufügen. Erneut greift Superman in den Kampf ein.
Die zwei Kontrahenten gehen sich gegenseitig derart stark an, dass die Druckwelle der Schläge aufeinander sämtliche Scheiben in der Umgebung zerspringen lässt. Vor dem Gebäude des Daily Planet holen beide zu jeweils einem gewaltigen Schlag aus, der beide zusammenbrechen lässt. Doomsday rührt sich nicht mehr, und der blutüberströmte Superman stirbt in den Armen von Lois Lane.

### Eine Welt ohne Superman
Funeral for a Friend setzt Momente, nachdem Superman seinen Verletzungen erlegen ist, am Schauplatz von Supermans Tod auf der Straße vor dem Daily-Planet-Gebäude ein. Nachdem die Versuche von Freunden und Helfern scheitern, den leblosen Helden mit Hilfe eines Defibrillators und anderer Hilfsmittel zurück ins Leben zu holen, gehen die nachfolgenden Hefte konsequent der Frage nach, welche Auswirkungen das Ableben des „Mannes aus Stahl“ auf seine Umwelt und die übrigen in seinen Abenteuern regelmäßig auftauchenden Figuren hat.
Lois Lane und das Ehepaar Kent – d. h. die Verlobte und die Zieheltern von Supermans Alter Ego, dem Reporter Clark Kent – müssen nicht nur mit ihrer Trauer über den Verlust des geliebten Partners und Sohnes fertigwerden, sondern auch mit einer Erklärung aufwarten, weshalb Clark Kent, von dessen Doppelleben nur wenige Eingeweihte wissen, gleichzeitig zu Supermans Tod spurlos verschwunden ist. Auch andere wiederkehrende Nebenfiguren der Superman-Comics, wie der junge Photograph Jimmy Olsen (ein Protegé Kents), Supermans Wahlcousine Supergirl (Matrix), Supermans wissenschaftlicher Berater Professor Hamilton, oder Bibbo Bibowski, Supermans selbsternannter „größter Fan“, werden in ihrer Trauer um den toten Freund gezeigt.
Supermans Leichnam wird in einem groß aufgezogenen Heldenbegräbnis in einem Ehrenmal im Centennial Park, dem Pendant zum New Yorker Central Park, in Supermans Heimatstadt Metropolis beigesetzt. An den Begräbnisfeierlichkeiten nehmen nicht nur zahlreiche von Supermans Superhelden-Kollegen wie Wonder Woman, Green Lantern (Hal Jordan), The Flash (Wally West) und (als heimlicher Beobachter) Batman teil, sondern auch US-Präsident Bill Clinton, der die Totenrede hält, und dessen Frau Hillary. Über Supermans Gruft in der Mitte des Parks wird zur Ehrung der Taten des Toten eine große goldfarbene Superman-Statue errichtet, die den Helden in klassischer Pose mit einem Adler auf dem linken Arm zeigt.
Während die Kleinkriminellen von Metropolis die Gunst der Stunde für sich zu nutzen versuchen, sinnen auch einige von Supermans Gegnern über dessen Tod nach: Lex Luthor ist verbittert darüber, dass ein aus seiner Sicht „primitives Monster“ (d. h. Doomsday), ihn, das „große Genie“, um die Gelegenheit betrogen hat, Superman selbst den Garaus zu bereiten. Der Toyman ist im Gegensatz dazu ernsthaft bekümmert über den Tod seines Gegners, in dem er trotz dessen ständigen „Einmischens“ in seine Pläne einen „guten Mann“ sah. Der außerirdische Kopfgeldjäger Lobo hingegen ist zornig, da Doomsday ihm die Möglichkeit genommen hat, irgendwann einmal ein „fettes Kopfgeld“ für die Ermordung Supermans zu kassieren.
Neue Schwierigkeiten ergeben sich, als Agenten des Cadmus-Projektes, eines geheimen Regierungsprojektes der US-Regierung, das sich u. a. der Erforschung außerirdischen Genmaterials widmet, Supermans Leiche stehlen. Der Plan des Leiters von Cadmus (der findige Paul Westfield) ist es, den toten Helden zu klonen und so eine Armee aus ihm hörigen Supermen zu schaffen. Lois Lane und den Unterweltlern – einer Gruppe von Klonen, die aus Cadmus flohen und nun die Abwasserkanäle von Metropolis bewohnen – gelingt es schließlich, in die Labore von Cadmus einzudringen, Supermans Leiche der Gewalt Westfields zu entreißen und in ihr Grab zurückzubringen.

### Supermans Rückkehr
Im abschließenden Teil „The Reign of the Supermen“ (dt. „Die Herrschaft der Supermen“) wird gezeigt, wie verschiedene Personen die Stelle Supermans einnehmen; dabei handelt es sich um Steel (den Mechaniker John Henry Irons), den Eradicator (der „letzte Sohn Kryptons“, eine künstliche Intelligenz), Superboy (ein Klon Supermans und Lex Luthors) und den Cyborg-Superman (Hank Henshaw). Dieser arbeitet wie sich herausstellt mit Mongul zusammen, einem außerirdischen Diktator von der sog. Warworld (dt. „Kriegswelt“). Ursprünglich wollten sie sich gemeinsam an Superman rächen, seinen Ruf ruinieren, ihn töten und die Erde in eine neue Warworld transformieren. Bei dem Beginn dieses Transformationsprozesses wird Coast City, die Heimat des Helden Green Lantern (Hal Jordan), zerstört, um dort auf ihren Trümmern die sogenannte Engine City (dt. „Maschinenstadt“) zu errichten. Der Ort soll Mongul dabei als Keimzelle für die Transformation der Erde dienen.
Supermans Essenz wurde zwischenzeitlich in der Festung der Einsamkeit gesammelt und in seinen Körper zurückübertragen, sodass er – nun vorübergehend mit langen Haaren – zurückkehren kann. Es gelingt ihm letztlich, mit Unterstützung von Green Lantern, Steel, Supergirl, dem Eradicator und Superboy, über Cyborg und Mongul zu siegen.

## Reaktionen
Supermans Tod rief in den amerikanischen Medien einen immensen Widerhall hervor. So berichteten unter anderem die großen amerikanischen Tageszeitungen wie Washington Post und New York Times sowie die bedeutenden amerikanischen Fernsehsender über die Vorgänge der Storyline.
Dan Jurgens, der als Erschaffer von Doomsday das für unmöglich gehaltene – die Niederlage und den Tod des legendären Comichelden nach mehr als vierundfünfzig Jahren ununterbrochenen Abenteuerlebens – verwirklicht hatte, wurde durch Reportagen und Feuilletons zu dem Thema bekannter als die Kreatur Doomsday selbst, insbesondere nachdem ihm Nachrichtensender wie der Kanal CNN ihm den Spitznamen „The Man Who Killed Superman“ verliehen. Die Resonanz in populären Unterhaltungssendungen wie der von Jay Leno moderierten Late-Night-Show, in der der Moderator mehrere Wochen lang ein schwarzes Trauerarmband mit einem roten Superman-Emblem am Oberarm trug, sorgten für zusätzlichen Rummel um den „Ikonen-Schlächter“ Jurgens. Der massive Druck, mit dem die Leser der Superman-Comics und die breite Öffentlichkeit auf den gewagten Schritt der Superman-Autoren reagierten – selbst US-Präsident Bill Clinton machte eine kritische Bemerkung zu der Storyline und nannte es traurig, dass seine Amtszeit nach der Wahl 1992 mit dem Tod der wohl bedeutendsten Ikone der amerikanischen Popkultur eingeläutet werde – führte schließlich in einer regelrechten Kampagne, Superman wiederzubeleben. Viele Protest- und Drohbriefe gingen bei DC ein. In den Briefen, die sich gegen DC, den Warner-Konzern als Besitzer von DC und gegen Jurgens selbst richteten, wurde nachdrücklich verlangt, den Schritt rückgängig zu machen. Die Autoren der Superman-Reihe gaben dem Druck zum Teil nach und beschleunigten die – ohnehin von vornherein geplante und bereits vorbereitete – „Wiederauferstehung“ des Helden. Trotz der heftigen öffentlichen Kritik an dem Ereignis – das später oft als künstlicher Hype bezeichnet wurde – verkaufte sich die Saga um Supermans Tod und Auferstehung millionenfach und war so das gewinnträchtigste Projekt von Warner im Jahr 1993; zum ersten Mal in der Konzerngeschichte war kein Film das gewinnträchtigste Projekt eines Jahres.

## Adaptionen
Der Comicautor und Schriftsteller Roger Stern, einer der Mitautoren der Originalcomics, verfasste im Frühling 1993 – während die Fortsetzungsgeschichten zu Supermans Tod noch auf dem US-Comicmarkt erschienen – einen mehrere hundert Seiten starken Roman, der die gesamte Handlung von Tod und Rückkehr Supermans nacherzählte. Der Roman erschien im Sommer 1993 unter dem Titel The Death and Life of Superman und wurde ein großer kommerzieller Erfolg. So stand er mehrere Wochen lang auf dem ersten Platz der Bestseller-Liste des Time Magazines. In deutscher Sprache wurde der Roman als Superman – Die packende Geschichte seiner Abenteuer vom Goldmann Verlag veröffentlicht. Der Inhalt unterscheidet sich leicht von der Comicvorlage, so wird z. B. die Beteiligung der Gerechtigkeitsliga verringert.
Im selben Jahr legte Louise Simonson, ebenfalls eine Mitautorin der Originalcomics, den Roman Superman: Doomsday & Beyond vor, der sich an ein speziell jugendliches Publikum richtete und dementsprechend die Handlung in der Darstellung von Brutalität und Romantik gegenüber den Comics und der Stern-Romanversion deutlich drosselte.
Der britische Radiosender BBC Radio 5 produzierte noch 1993 eine Hörbuchversion des Stoffs unter dem Titel Superman: Doomsday & Beyond (im Original als Superman Lives! veröffentlicht). Regie führte dabei Dirk Maggs. An dem Hörbuch wirkten unter anderem die Schauspieler Stuart Milligan (Superman/Clark Kent) und William Hootkins (Lex Luthor) als Synchronsprecher mit.
Im September 2007 veröffentlichte Warner Home Video den Zeichentrickfilm Superman: Doomsday. Dieser basiert auf „The Death of Superman“ und den beiden folgenden Storylines und gibt deren Handlung in stark geraffter und zum Teil variierter Form wieder. Große Aussparungen der Originalhandlung waren dabei, wie der Produzent des Films, Bruce Timm, gegenüber dem Online-Magazine Newsarama angab, unumgänglich, um die Geschichte in einer Laufzeit von nun 75 Minuten wiedergeben zu können. Superman: Doomsday wurde in den Vereinigten Staaten als Direct-to-DVD veröffentlicht. In der englischen Originalfassung wirkten zudem einige prominente Schauspieler mit, die einzelnen Figuren ihre Stimme liehen, so z. B. Adam Baldwin (Superman), Anne Heche (Lois Lane) und James Marsters (Lex Luthor).
Als Teil des DC Extended Universe wird im Spielfilm Batman v Superman: Dawn of Justice von 2016 die Thematik um Doomsday erneut aufgegriffen. Der über drei Stunden lange Film verarbeitet nicht nur Inhalte von Der Tag an dem Superman starb sondern ebenfalls von Batman – Die Rückkehr des Dunklen Ritters.
Im Jahr 2018 wurde mit The Death of Superman die Geschichte um den Tod von Superman erneut in einem Animationsfilm dargestellt.

## Parodie
Als Comic zur US-amerikanischen Trickserie Die Simpsons erschien 2011 die dreiteilige Geschichte Der Tod des Comic-Typs (im Original fünfteilig als Comic Book Guy: The Comic Book, 2010), die den (scheinbaren) Tod und die Wiederkehr von Jeff Albertson, dem Comichändler in Springfield, thematisiert.

## Weitere Entwicklung

### Green Lantern
Als Hal Jordan seine Heimatstadt Coast City wiederherstellen, und dazu von den Wächtern des Universums mehr Macht erhalten wollte, verweigerten die Wächter ihm dies. Jordan tötete alle Wächter und Green Lanterns, die sich ihm in den Weg stellten, nahm ihnen die Ringe ab und wurde durch ein Bad in der zentralen Energie-Batterie vom fast allmächtigen Parallax besessen. In US-Green Lantern (Vol. 3) #48 (1994) zerstörte Jordan die Zentralbatterie. Sein Wunsch, die Vernichtung Coast Citys umzukehren, führte zur Zero Hour, d. h. fast dem Ende des Universums, das nur mit der vereinten Hilfe aller Helden des DC-Universums gestoppt werden konnte. Der letzte Wächter Ganthet übergab den letzten Green-Lantern-Kraftring an den Erdenmenschen Kyle Rayner.

### Doomsday
In der 1994 erschienenen Miniserie Superman/Doomsday: Hunter/Prey wurde die Herkunft des Monsters beleuchtet: Auf dem Planeten Krypton wollte der Genetiker Bertron ein nahezu perfektes Wesen erschaffen, das unter Ausnutzung der Evolution dem Tod trotzt. Das dabei letztlich erschaffene Monster vernichtete alle anderen Lebewesen, darunter auch seinen Schöpfer. Doomsday begann einen Weg aus Tod und Zerstörung durch das Universum und kam schließlich auf die Erde.

### Saviour
Saviour (Realname: Ramsey Murdoch; erster Auftritt: US-Action Comics #705, Dezember 1994) hielt den wiedergekehrten Superman für einen Betrüger und griff ihn deswegen immer wieder direkt an.

### Superman: Day of Doom
2003 erschien die vierteilige Miniserie Superman: Day of Doom (Autor und Zeichner: Dan Jurgens). Darin schreibt der Daily Planet-Reporter Ty Duffy einen Bericht zum Jahrestag von Supermans Tod und blickt auf die Ereignisse zurück.

## Weitere Tode Supermans (Auswahl)
In Comics, sowie Film und Fernsehen kam es immer wieder zu einem Tod Supermans, insbesondere in Geschichten (wie z. B. Elseworlds), die keine weiteren Folgen in der normalen Superman-Chronologie haben.

### Silbernes Zeitalter
In der imaginären Geschichte Der Tod von Superman! (OT The Death of Superman!) aus US-Superman #149 (November 1961, erschienen im sog. Silbernen Zeitalter der Comics; Autor: Jerry Siegel, Zeichner: Curt Swan) wird Superman von seinem ewigen Widersacher Lex Luthor durch den Einsatz von Kryptonit ermordet. Luthor wird zur Strafe von den Kandorianern in die Phantomzone verbannt. Anders als der Tod des Helden in US-Superman (Vol. 2) #75, der nur relativ kurz erwähnt wird, wurde diese Geschichte in die Sammlung der 1001 Comics, die Sie lesen sollten, bevor das Leben vorbei ist (2012) aufgenommen.

### DC Universe Online
In den Comics zum Online-Spiel DC Universe Online (2011/12) wird erzählt, wie der mit Brainiac verbündete Lex Luthor Superman mit Hilfe von Kryptonit tötet, anschließend aber feststellen muss, dass er hintergangen wurde. Luthor reist in die Vergangenheit um die Helden vor Brainiac zu warnen.

### The New 52
Zu Beginn der US-Serie Earth 2 (Juli 2012) wird gezeigt, dass der Superman der Erde-2 (gemeinsam mit Batman und Wonder Woman) bei der Verteidigung der Erde gegen Darkseids Armee ums Leben kam.
In der US-Ausgabe Superman (Vol. 3) #52 (Juli 2016) versuchte der durch eine Kryptonit-Vergiftung geschwächte Superman eine große Energiemenge nach einem seiner Sonnenstöße zu absorbieren, wodurch sein Körper von innen aufgezehrt wurde. Zum Abschluss von The New 52 verstarb damit der Superman dieses Veröffentlichungszeitraums im Rahmen der serienübergreifenden Geschichte The Final Days of Superman.

## Ausgaben

### Comics
Original Storylines:
- „The Death of Superman“ (umfasst die US-Ausgaben Action Comics #683–684, Adventures of Superman #496–497, Justice League of America #69, Superman #73–75, Superman: The Man of Steel #17–19)
- „Funeral for a Friend“ (umfasst die US-Ausgaben Action Comics #685–686, Adventures of Superman #498–500, Legacy of Superman #1, Supergirl and Team Luthor #1, Superman #76–77, Superman: The Man of Steel #20–21)
- „The Reign of the Supermen“ (umfasst die US-Ausgaben Action Comics #687–692, Adventures of Superman #500–505, Green Lantern #46, Superman #78–82, Superman: The Man of Steel #22–26)

US-Sammelbände:
- „The Death of Superman“ (Nachdruck der Hefte der gleichnamigen Storyline)
- „World Without Superman“ (Nachdruck der Hefte von „Funeral for a Friend“)
- „The Return of Superman“ (Nachdruck der Hefte von „The Reign of the Supermen“)

Millennium Edition:
- Superman (Vol. 2) #75 (Nachdruck im August 2000)

Übersetzung, Carlsen Verlag:
- Der Tag, an dem Superman starb, Hamburg 1993, ISBN 978-3-551-72379-6
- Eine Welt ohne Superman – Teil 1, Hamburg 1994, ISBN 978-3-551-72391-8
- Eine Welt ohne Superman – Teil 2, Hamburg 1995, ISBN 978-3-551-72392-5
- Supermans Rückkehr – Teil 1, Hamburg 1995, ISBN 978-3-551-72393-2
- Supermans Rückkehr – Teil 2, Hamburg 1995, ISBN 978-3-551-72394-9
- Supermans Rückkehr – Teil 3, Hamburg 1996, ISBN 978-3-551-72395-6
- Supermans Rückkehr – Teil 4, Hamburg 1996, ISBN 978-3-551-72396-3

Übersetzung, Panini Comics:
- Der Tod von Superman #1: Der Tag, an dem Superman starb (= DC Paperback #54), 2013, ISBN 978-3-86201-617-4
- Der Tod von Superman #2: Eine Welt ohne Superman (= DC Paperback #55), 2013, ISBN 978-3-86201-618-1
- Der Tod von Superman #3: Die Herrschaft der Supermen (= DC Paperback #56), 2013, ISBN 978-3-86201-718-8
- Der Tod von Superman #4: Die Rückkehr von Superman (= DC Paperback #57), 2013, ISBN 978-3-86201-719-5
- Der Tod von Superman (Variant zur Leipziger Buchmesse), 2019 (nur Teil 1)

Übersetzung, Eaglemoss:
- DC Comics Graphic Novel Collection #18: Der Tod von Superman, Hamburg 2015 (nur Teil 1)

### Romane
Englisch:
- Louise Simonson: Superman: Doomsday & Beyond, New York 1993
- Roger Stern: The Death and Life of Superman, New York 1993

Deutsch:
- Roger Stern: Superman – Die packende Geschichte seiner Abenteuer, Goldmann Verlag, Frankfurt am Main 1994, ISBN 978-3-442-42741-3